# 桂林市职工大学
桂林市职工大学是桂林市总工会主办、经区人民政府批准，教育部备案的成人高校，位于中国广西桂林市。该校以高等学历教育为主，中等职业技术教育和各层次的培训为辅。高等学历教育拥有法律、文秘、经济管理、财务管理、工商管理、市场营销、电子商务、机电一体化、计算机信息管理、房屋建筑工程等10个专业，中等职业技术教育拥有计算机及应用、计算机网络技术、旅游管理与服务（英语）3个专业。学校还与桂林理工大学、广西工学院、广西师范学院、中南民族大学、河北科技大学5所高校联合办学。